# جیووانی آلوز دا سیلوا
جیووانی آلوز دا سیلوا (به پرتغالی: Giovane Alves da Silva) مهاجم اهل برزیل است که در شهر Taió، سانتا کاتارینا و در تاریخ ۲۵ نوامبر ۱۹۸۲ به دنیا آمده‌است.
جیووانی آلوز دا سیلوا در تیم‌های فوتبال Marcílio Dias سابقهٔ حضور دارد.